# Frida Gustavsson

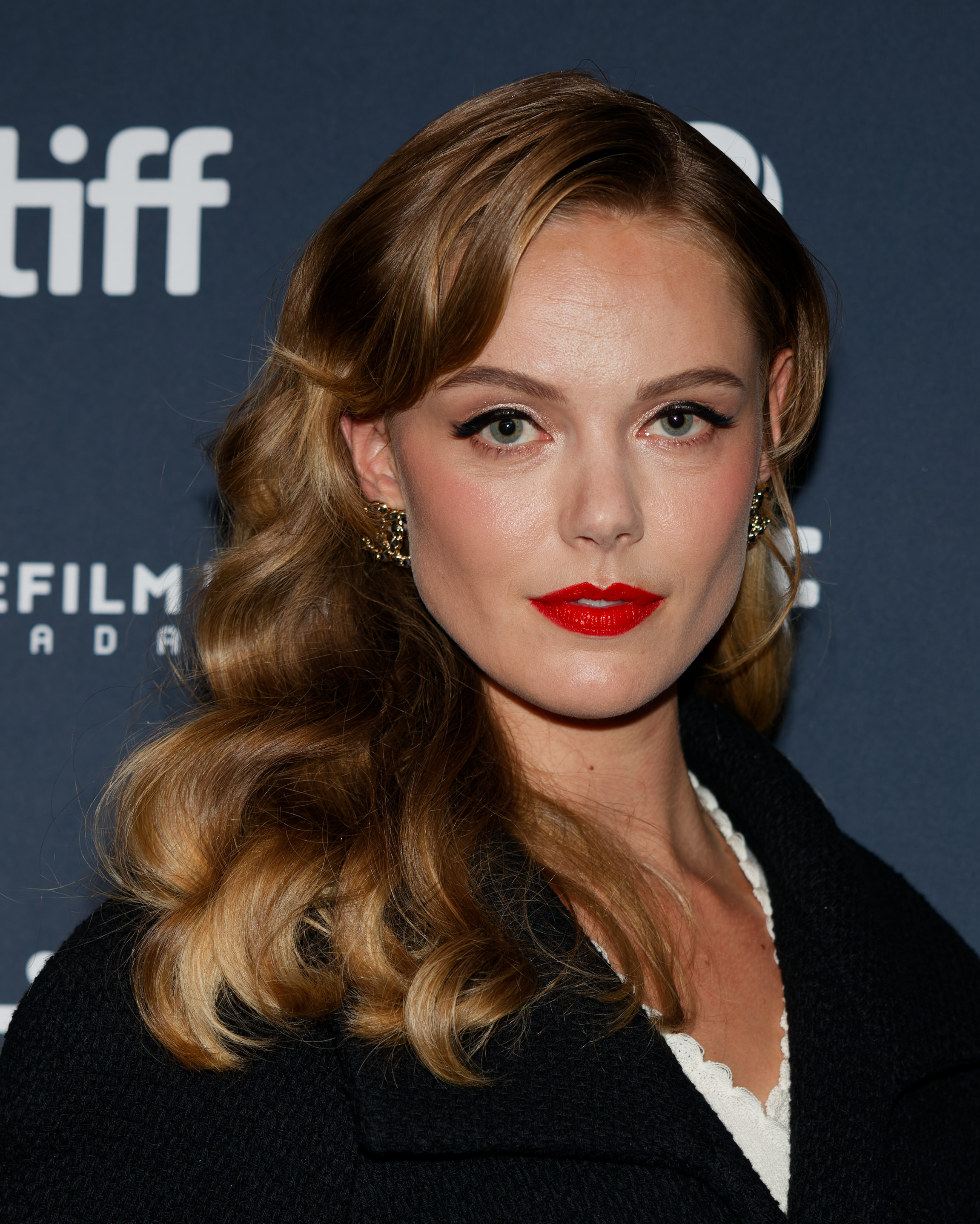
Frida Gustavsson (2024)

Frida Gustavsson (* 6. Juni 1993 in Stockholm) ist ein schwedisches Model und Schauspielerin.

## Leben
Frida Gustavsson wuchs in Spånga auf und betrieb während der Schulausbildung Leichtathletik, als Hürdenläuferin nahm sie mit ihrem Verein Bromma IF an mehreren schwedischen Meisterschaften im Staffellauf teil. Sie besuchte das St. Martins Modegymnasium in Sundbyberg, die Ausbildung schloss sie im Juni 2011 ab. Ihre Modelkarriere begann sie im Alter von 15 Jahren, nachdem sie zuvor von Modelscouts angesprochen wurde.
2009 nahm sie IMG Models unter Vertrag. In der Folge eröffnete sie unter anderem die Valentino-Show während der Haute Couture in Paris und die Jean-Paul-Gaultier-Show, lief beispielsweise für Yves Saint Laurent, Vivienne Westwood, Christian Dior, Calvin Klein, Chanel, Ralph Lauren, Jil Sander, Alexander McQueen, Dolce & Gabbana, Tommy Hilfiger und Prada und war mehrfach auf den Titelseiten verschiedener Länderausgaben der Zeitschrift Vogue zu sehen. 2012 war sie eines der Models der Victoria’s Secret Fashion Show.
2015 heiratete sie den Fotografen Hjalmar Rechlin. Im selben Jahr war sie in der Folge Opferzahl der Filmreihe Arne Dahl als Jenna Svensson zu sehen. 2017 trennten sich Rechlin und Gustavsson. Seit September 2022 ist sie mit dem Schauspieler und Model Marcel Witt-Brattström Engdahl verheiratet.
Im Liebesfilm Feuer und Flamme von Måns Mårlind verkörperte sie 2019 an der Seite von Albin Grenholm die weibliche Hauptrolle der Ninni Nilsson. In der deutschsprachigen Fassung wurde sie von Giuliana Jakobeit synchronisiert. Außerdem war sie 2019 in der Folge Nachtgespenster der Reihe Der Kommissar und das Meer als Luna Akkers sowie in der Netflix-Serie The Witcher zu sehen. 2020 spielte sie in Tiger das Model Vibeke und in der Fernsehserie De utvalda die Rolle der Alex. Im Netflix-Ableger Vikings: Valhalla der Serie Vikings übernahm sie die Rolle der Freydís Eiríksdóttir.

## Filmografie (Auswahl)
- 1998: När karusellerna sover – Avsnitt 1 (Fernsehserie, Folge 1x01)
- 2013: Nina L’eau (Kurzfilm)
- 2015: Arne Dahl – Opferzahl (Efterskalv, Fernsehserie)
- 2019: Feuer und Flamme (Eld & Lågor)
- 2019: Dröm (Fernsehserie, 13 Folgen)
- 2019: The Witcher – Much More (Fernsehserie)
- 2019: Der Kommissar und das Meer – Nachtgespenster (Kommissarien och havet, Fernsehserie)
- 2020: De utvalda (Fernsehserie, 6 Folgen)
- 2020: Partisan (Mini-Serie, 4 Folgen)
- 2020: Tiger (Tigrar)
- 2020: Unblinded (Kurzfilm)
- 2022: Dampyr
- 2022–2024: Vikings – Valhalla (Fernsehserie, 24 Folgen)
- 2025: Faithless (Fernsehserie)

## Auszeichnungen
- 2025: European Shooting Star (Berlinale 2025)[14]